# Lotos-Sutra
Das Lotos-Sutra (Sanskrit, n., सद्धर्मपुण्डरीकसूत्र, saddharmapuṇḍarīkasūtra, wörtlich: „Sutra der Lotosblume vom wunderbaren Gesetz“; vietn.: Diệu Pháp Liên Hoa Kinh; chinesisch 妙法蓮華經, Pinyin miàofǎ liánhuá jīng; jap. 妙法蓮華経, Myōhō-renge-kyō; kor. 묘법연화경, myobeop yeonhwa gyeong; kurz: chinesisch 法華經, Pinyin Fǎhuá jīng, W.-G. Fa-hua ching; japanisch 法華経, Hokke-kyō; kor. 법화경, Beophwa gyeong; tibetisch དམ་པའི་ཆོས་པད་མ་དཀར་པོ་ཞེས་བྱ་བ་ཐེག་པ་ཆེན་པོའི་མདོ། Wylie dam pa'i chos padma dkar po shes bya ba thegpa chen po'i mdo) ist eines der bekanntesten Sutras des Mahayana-Buddhismus.

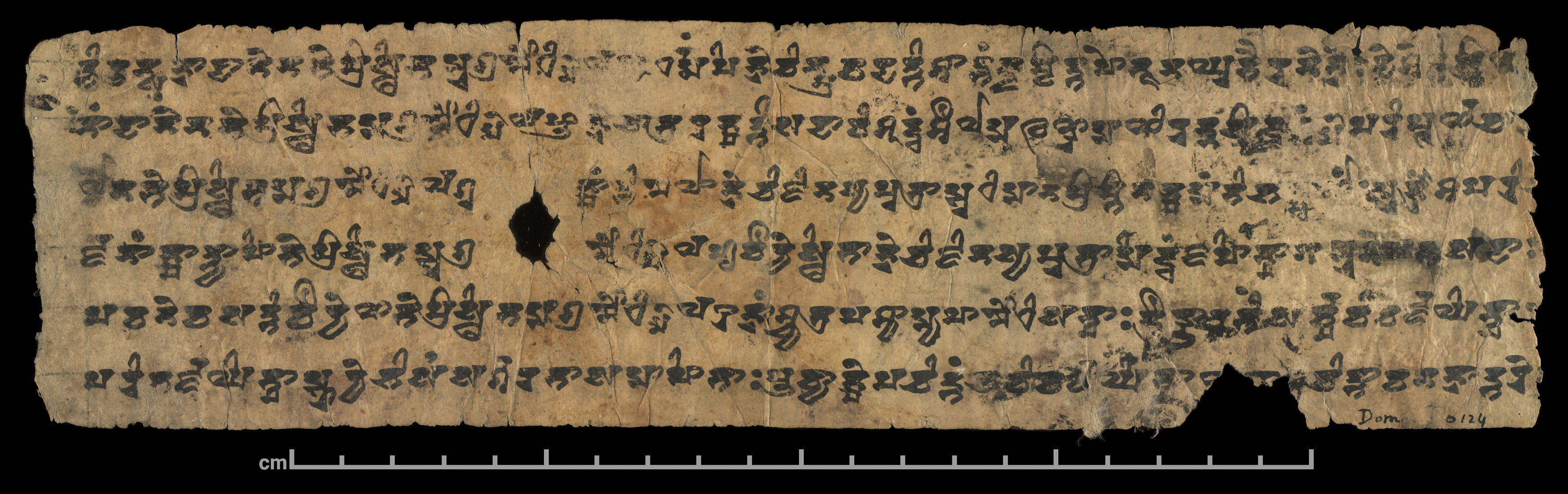
Saddharmapuṇḍarīkasūtra: Brahmi-Schrift Süd-Turkestan

## Geschichte
Das Lotos-Sutra wurde in Indien, Nepal und Zentralasien in Sanskrit und zentralasiatischen Sprachen (Xixia (Tangutisch), Sogdisch, Khotansakisch und Altuigurisch) überliefert sowie in Tibet und in China in Übersetzungen: das frühere Zheng fahua jing (正法華經,  Zhèng fǎhuá jīng,  Cheng fa-hua ching) in 10 Kapiteln und 27 Faszikeln, angefertigt während der westlichen Jin-Dynastie von Dharmarakṣa (unsicher: 230–316; 竺法護,  Zhú fǎhù,  Chu fa-hu); und das jüngere, aber weit populärere Miaofa lianhua jing (妙法蓮華經,  Miàofǎ liánhuá jīng,  Miao-fa lien-hua ching) in 7 Faszikeln, angefertigt im Jahr 406 von Kumārajīva (344–413; 鳩摩羅什,  Jiūmóluóshé,  Chiu-mo-lo-shih).
Folgende nichtchinesische Texte sind bekannt: 1) Vollständig: in Nepali, nach dem 8. Jahrhundert, 2) Fragmente zentralasiatischer Texte (5. bis 7. Jahrhundert): a) Aus Kaschgar (= „Petrofsky's“ Text), b) Fragmente aus Khotan, c) der Khadalik-Text; 3) Der Gilgit-Text aus Kaschmir enthält etwa ¾ des Gesamtwerkes.
Die meisten späteren Kommentare und Übersetzungen (auch in moderne Sprachen) orientieren sich an der späteren chinesischen Übersetzung. In dieser Version gilt das Lotos-Sutra als Grundlage der chinesischen Tiantai zong und der japanischen Tendai-shū, sowie aller Schulen des Nichiren-Buddhismus, erfährt aber auch im Zen und den Schulen des Reinen Landes besondere Wertschätzung. Manchmal wird das Lotos-Sutra, besonders im Zusammenhang mit der Tendai-shū, auch als Ichijōkyō (一乗経 'Sutra des einen Fahrzeugs') bezeichnet.
Die Verse des Teils 1 (Kapitel 2–9) waren etwa 50 v. Chr. [nach andrer Meinung 40 n. Chr.] abgeschlossen, dessen Prosa etwa 50 Jahre später. Der zweite Teil (Kapitel 10–20/21), wurde bis etwa 100 vollendet, wobei das Kapitel 12 Daibatta (skr. Devadatta) eine spätere Einfügung ist, der dritte Teil (Kapitel 21–28) war bis 150 [220] n. Chr. komplett. (Über die genaue zeitliche Abgrenzung der einzelnen Abschnitte ist besonders von japanischen Gelehrten viel diskutiert worden.)
Im Gegensatz zu früheren Lehren des Buddha, wie sie im Pali-Kanon beschrieben sind, legt es den Schwerpunkt nicht auf das Streben nach Heiligkeit (Arhat) und Befreiung des Geistes von allen Anhaftungen, was zum „endgültigen Verlöschen“ im Nirwana führt, sondern strebt die Erlösung der Menschen ohne Ausnahme an, die beim Einzelnen ansetzt. Dazu bedarf es „geschickter Mittel“ (upaya kaushalya), wie sie im 2. Kapitel und in den bekannten Parabeln und Gleichnissen vom „brennenden Haus“, vom „verlorenen Sohn“, von den „Pflanzen“, vom „versteckten Juwel“, von den „vergifteten Söhnen“ und von der „Drachenprinzessin“ formuliert sind. Das Lotos-Sutra bringt die Chance jedes Menschen zum Ausdruck, sein eigenes Leben und sein Schicksal selbst bestimmen und auf den Weg der „Leidfreiheit“ lenken zu können.

## Struktur und Inhalt
Das Lotos-Sutra besteht in seiner heutigen Form aus 28 Kapiteln, von denen die ersten 14 von der irdischen Erscheinung Buddha Shakyamuni handeln. Kapitel 1 enthält eine spät entstandene Einführung, die die ersten beiden Teile verbinden soll. Kapitel 2 bis 9 sind die ursprünglichen Abschnitte und auch in sich zusammenhängend. Kapitel 10 bis 21 (japanisch 如来神力品, Nyorai jinriki hon) – ohne 18 (japanisch 随喜功徳品, Zuiki kudoku hon) – wurden von einer Gruppe von Verfassern angefügt, wobei Kapitel 10 (japanisch 法師品, Hosshi hon) das Verdienst des Sutrakopierens besonders betont. Sie werden als „Gesetz der Erscheinung“ verstanden und enthalten die Lehre über die Organisation des Universums, des menschlichen Lebens und der menschlichen Beziehungen, basierend auf der Erfahrung des Shakyamuni. Demgemäß besitzt jedes Lebewesen die Möglichkeit die letztendliche Wahrheit zu verstehen. Auch die Möglichkeit, die Buddhaschaft zu erlangen wird erläutert. Als Hauptelement der Erleuchtung wird die Weisheit des Buddha dargestellt. In diesem Teil tritt uns der „menschliche“ Buddha (Nirmanakaya) gegenüber, wie ihn auch das Theravada kennt, wobei hier auch einige „Dogmen des Theravada“ hinterfragt werden – auch die „Bösen“ können durch Buddhas unendliches Mitgefühl zur Erlösung gelangen, wie der Erzgegenspieler des Buddha Devadatta.
In den weiteren Kapiteln, die als „Gesetz des Ursprungs“ verstanden werden, wird dargestellt, dass der Buddha die Menschen seit ewigen Zeiten belehrt hat und er das fundamentale Prinzip ist, das die Erscheinungen des Universums bedingt und das von Anbeginn des Universums an existiert hat. Der Buddha erscheint hier als Verkörperung der universellen und allgemeinen Wahrheit, als Beherrscher des Raum-Zeit Kontinuums (Sambhogakaya). Dieser transzendente Buddha (der Buddha des Mahayana) gilt als Verkörperung der kosmischen Ordnung bzw. des Dharma, dessen irdische Verkörperung dazu dient, allen leidenden Wesen zu helfen. Der Buddha als kosmisches Prinzip (Dharmakaya) wird „ursprünglicher Buddha“ genannt. Die Kapitel 23–28 enthalten spezielle Belehrungen wie z. B. Kapitel 23 die Lehre vom Medizin-König (japanisch 薬王菩薩, Yakuo Bosatsu), der zu Ehren seiner Erleuchtung und deren Vermittler, eines Buddhas und des Lotos Sutras selbst, als Opfer-Gabe seinen Körper verbrennt (Selbstopfer), um danach wiedergeboren zu werden, und Kapitel 24 die 16 Arten des sammai des Myō-on-Bosatsu. In dem 25. Kapitel (japanisch 観世音菩薩普門品, Kanzeon bosatsu fumon bon) werden die 33 Transformationen von Kannon d. i. Avalōkiteshvaras und die wundersamen Kräfte dieses Bodhisattva ausführlich erklärt, weshalb dieses Kapitel allgemein als Kannon-Sutra bezeichnet wird und vielfach als selbstständige Schrift gilt. Kapitel 26, das Darani-hon (陀羅尼品), befasst sich mit dem Verdienst der Verbreitung des Sutra und der Rezitation verschiedener Dharanis. Im 27. Kapitel (japanisch 妙荘厳王本事品, Myō shōgon ō honji hon) wird die Bekehrung eines Königs durch seine Söhne beschrieben.
In China gibt es noch ein 29. Kapitel Miaofa lianhuajing du liang tiandi pin di ershijiu das die Verbreitung des Lotos in den Himmeln und auf Erden abdeckt.
Es existieren in der Nummerierung der Kapitel voneinander leicht abweichende Versionen.

## Frauen im Lotos Sutra

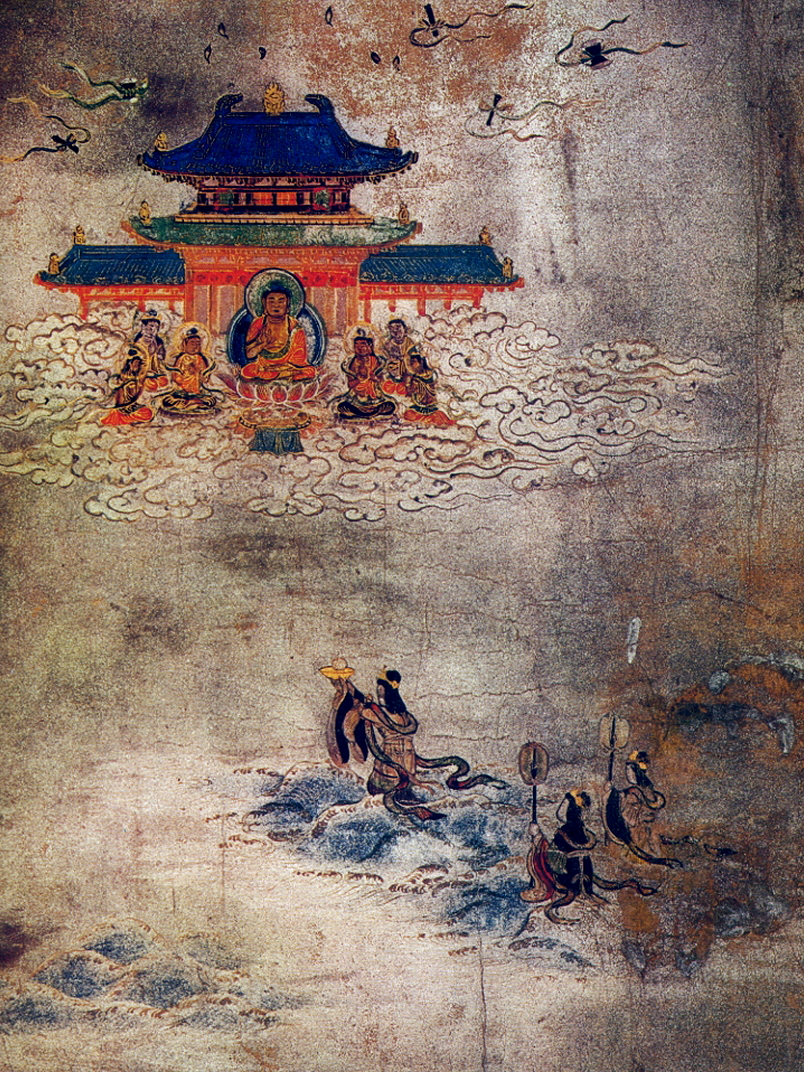
Die Tochter des Drachenkönigs bietet dem Buddha ihr unbezahlbares Juwel an. Danach verwandelt sie sich in einen Mann und erlangt unmittelbar die höchste Erleuchtung eines Buddhas. Sutra Illustration aus dem Heike Nokyo, zwölftes Jahrhundert.

Dem Sutra liegt eine strikte Kosmologie und Heilslehre zugrunde. So ist es einer Frau über die Transformation einer Wiedergeburt als Mann möglich, die Buddhaschaft zu erlangen. Im Einzelnen heißt es:
Sariputra: Der Körper einer Frau ist schmutzig (durch Befleckung) und kein Gefäß des Gesetzes. Wie bist du da fähig, (Drachen Mädchen) die höchste Erleuchtung zu erlangen? […] Ferner gibt es für eine Frau wegen ihres Körpers noch die fünf Hindernisse: 1) Sie erreicht es nicht, ein Brahmā-Himmels-König zu werden, 2) nicht Indra, 3) nicht König der Māras, 4) nicht raddrehender König und 5) nicht Buddha.
Drachen Mädchen: ihr sollt mit eurer überirdischen Kraft nun sehen, dass ich noch schneller als(dies) Buddha werde.
Weiterhin gilt:
Wenn nach dem Erlöschen […] eine Frau diesen Sūtrentext hört, sie entsprechend dieser Predigt praktiziert und so ihr Leben beendet, so wird sie […] auf dem Juwelen-Sitz in einer Lotosblüte wiedergeboren. Sie (die in einen Mann verwandelt) wird nicht mehr von Begehrlichkeit bedrängt werden, ferner auch nicht durch Zorn und Torheit.